# Darchen
Darchen, Tarchan lub Taqin (chiń. upr. 塔欽; chiń. trad. 塔钦; pinyin Tǎqīn) – wioska w powiecie Burang w Tybetańskim Regionie Autonomicznym Chin. Dawniej była znana jako Lhara i nadal jest tak określana. W przeszłości była ważnym przystankiem dla nomadów i ich stad owiec i miała tylko dwa stałe budynki, z których tylko jeden przetrwał okres rewolucji kulturalnej, a obecnie używany jest jako schronisko przez tybetańskich pielgrzymów.
Darchen jest położony dokładnie naprzeciwko świętej góry Kajlas, na wysokości 4575 m n.p.m. i jest punktem początkowym dla pielgrzymek w regionie.
Wieś leży w odległości jednego dnia jazdy autobusem na północny wschód (ok. 330 km) od miasta Shiquanhe, w którym znajduje się otwarte 1 lipca 2010 lotnisko Gunsa, oferujące dwa razy w tygodniu połączenia do Lhasy i Chengdu.
W miejscowości znajduje się kilka restauracji, pensjonat i restauracja Ganges, a obok pensjonat Zhusu oraz hotel Gandise z siedzibą Biura Bezpieczeństwa Publicznego, którego  pracownicy urzędują od wiosny do października i w którym pielgrzymi muszą dać do ostemplowania swoje zezwolenia podróży i kupić „bilety”, jeśli chcą obejść dookoła górę Kajlas. Znajduje się tu również kilka domów, ufundowany przez Szwajcarię tzw. Tibetan Medical and Astro Institute i ambulatorium, w którym lekarze są uczeni medycyny tybetańskiej, liczne sklepy i kioski i kilka pól namiotowych. Pielgrzymi w tym regionie tradycyjnie jedzą wyłącznie pożywienie wegetariańskie ze względu na bliskość świętego jeziora Manasarowar i góry Kajlas.